# Lutherse kerk (Heusden)

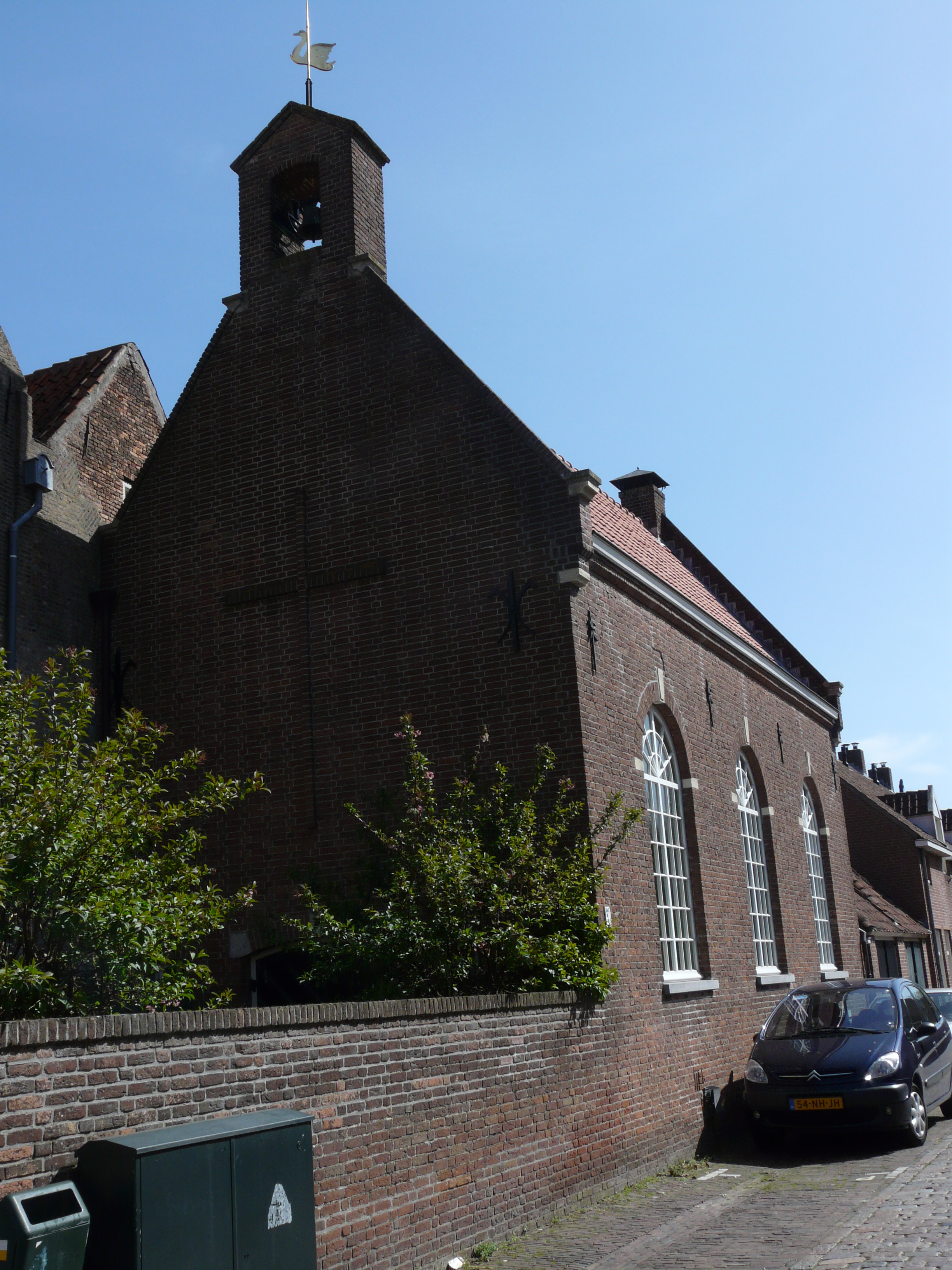

De Lutherse kerk is het kerkgebouw van de Evangelisch-Lutherse gemeente in het Noord-Brabantse Heusden.

## Geschiedenis
Toen Heusden in 1581 een garnizoensplaats werd, werden er ook Duitse en Zwitserse huursoldaten aangetrokken. De waren in het algemeen het Lutherse geloof toegedaan en voor hun geestelijke verzorging konden ze een wachtlokaal op de hoek van de Putterstraat en de Lombardstraat. Hier werd soms een predikant uitgenodigd. In 1770 werd de eerste officiële Lutherse dienst gehouden en in 1774 werd het wachtlokaal aangekocht. Op 3 oktober 1774 werd het ingewijd. In 1818 werd de Lutherse gemeente van Heusden een filiaal-gemeente van die in 's-Hertogenbosch.
In 1838 werd het kerkgebouwtje gerestaureerd en in 1857 werd Heusden een zelfstandige Lutherse gemeente. De kerk kreeg een Vollebregt-orgel dat in  1852 werd gebouwd en in 1859 geïnstalleerd. Vanaf 1879 was Heusden geen garnizoensplaats meer, maar de kleine Lutherse gemeenschap bleef bestaan. In de nacht van 4 op 5 november 1944 werd ook dit kerkgebouwtje zwaar beschadigd door de terugtrekkende Duitse troepen. Het moest in 1948 worden gesloopt.
Een nieuw kerkje onder architectuur van Ferdinand Jantzen kwam gereed in 1951. Het dak werd weer gesierd door een zwaan. Gebouw en orgel werden nog gerestaureerd in 1993 en in 1999 kwam er een nieuwe klok, gegoten door Klokkengieterij Eijsbouts met als randschrift: Een vaste burcht is onze God.
Sinds het opgaan van de Evangelisch-Lutherse Kerk in Nederland in de PKN in 2004, maakt de Evangelisch-Lutherse Gemeente Heusden deel uit van de Protestantse Kerk in Nederland. Met ongeveer dertig lidmaten is dit de kleinste Lutherse gemeente in Nederland.